# Bryum paradoxum
Bryum paradoxum är en bladmossart som beskrevs av Schwaegrichen 1827. Bryum paradoxum ingår i släktet bryummossor, och familjen Bryaceae. Inga underarter finns listade i Catalogue of Life.